# Pierre III (évêque de Grenoble)
Pour les articles homonymes, voir Pierre III.
Pierre, mort vers 1250, est un moine chartreux et un évêque et prince de Grenoble, connu sous le nom de Pierre III.
Certains auteurs confondent ce dernier avec son probable prédécesseur Pierre II. La liste proposée dans l'ouvrage de Bligny ne le mentionne pas.

## Biographie

### Moine chartreux
Pierre est profès de la chartreuse du Reposoir avant d'en devenir le prieur en 1225, ainsi qu'en 1234. Auparavant, il semble avoir été prieur de la chartreuse de Scala Dei, en Espagne, entre 1203 et 1212.
Selon l'abbé Jean Falconnet, une lettre de Grégoire IX à l'évêque de Genève souligne l'intérêt du pape pour ce Chartreux. Ce dernier le donne comme élu sur le trône de Grenoble en 1238, le confondant avec Pierre II.

### Épiscopat
Pierre est élu évêque et prince de Grenoble, pour succéder à Pierre II, en 1248,. Les Cartulaires dits de saint Hugues le plaçaient après Soffroy.
Le premier acte en tant qu'évêque répertorié par le Regeste dauphinois date du 3 novembre 1248 dans lequel il fait un don au Reposoir d'une maison située à Grenoble,,.
En 1249, il donne son consentement lors l'application du testament de Hugues Alleman, seigneur de Champ, par son fils Odon.
Albert du Boys (1837) conclut qu' « on ne connait de cet évêque aucun autre acte qui mérite d'être remarqué ».

### Mort et succession
L'abbé Jean Falconnet le donne pour mort au cours de cette même année 1249, s'appuyant sur un livre espagnol. Ulysse Chevalier précise qu'il siège au cours de cette année selon les Actes de la Grande Chartreuse. Il précise dans le Regeste dauphinois la date de la mort au 2 octobre (vers 1249), d'après le Ex calendario Majoris Cartusiæ. L'obit est placé au 22 novembre (vers 1249), selon le Nécrologue du prieuré Saint-Robert-de-Cornillon.
Auguste Prudhomme indique que Falcon lui succède au cours de l'année 1250, après un bref épiscopat de deux ans.